# تيكن

شعار تيكن في أول ظهورها

تيكن Tekken (باليابانية: 鉄拳) وتعني حرفياً : القبضة الحديدية هي سلسلة ألعاب القتال التي طُورت ونُشرت من قبل شركة نامكو Namco. هي في الأصل لعبة آركيد، وأصبحت الآن موجودة في نسخ مختلفة، على البلاي ستيشن، والبلاي ستيشن 2، والبلاي ستيشن بورتابل، والبلاي ستيشن 3، والبلاي ستيشن 4 والووندرسوان WonderSwan، والجيم بوي أدفانس.

## الألعاب
TEKKEN - 1994
TEKKEN2 - 1996
TEKKEN3 - 1998
TEKKEN TAG TOURNAMENT - 2000
TEKKEN4 - 2001
TEKKEN5 - 2004
TEKKEN6 - 2009
TEKKEN TAG TOURNAMENT2 - 2012
TEKKEN7 - 2017
TEKKEN8 - 2024

## الشخصيات
- JINPACHI MISHIMA
- ANNA WILLIAMS
- ARMOR KING
- جين كازاما
- ASUKA KAZAMA
- BAEK DOO SAN
- بوب
- BRUCE IRVIN
- BRYAN FURY
- CRAIG MARDUK
- CHRISTIE MONTEIRO
- DEVIL JIN
- EDDY GORDO
- FENG WEI
- GANRYU
- HEIHACHI MISHIMA
- HWOARANG
- جاك (تيكن)
- JULIA CHANG
- KAZUYA MISHIMA
- KING
- KUMA
- LARS ALEXSANDERSON
- LEE CHAOLAN
- LEI WULONG
- LEO
- LILI
- LING XIAOYU
- MARSHALL LAW
- MIGUEL
- MOKUJIN
- NINA WILLIAMS
- PANDA
- PAUL PHOENIX
- RAVEN
- .ROJER JR
- STEVE FOX
- SERJEI DRAGUNOV
- WANG JINREI
- YOSHIMITSU
- ZAFINA

## ظهورها في وسائط إعلامية أخرى
- تيكن : ذا موشين بيكتشر Tekken: The Motion Picture، هي حلقتين من سلسلة حلقات OVA، التي أصدرت في عام 1998.
- تعرض سلسلة يونج آند دينجيرس Young and Dangerous مشاهد حيث يكون فيه فريق الممثلين يلعبون تيكن 3.
- تستند فيلم كيون سن Kuen sun (القبضة الانتقامية The Avenging Fist) على قصة تيكن بشكل كبير.

## وصلات خارجية
- الموقع الرسمي
- الموقع الرسمي في اليابان
- الموقع الرسمي في الشرق الأوسط (بالعربية) + (بالإنجليزية)
- تيكنبيديا